# Bestué
|  | Per a altres significats, vegeu «Bestué (desambiguació)». |

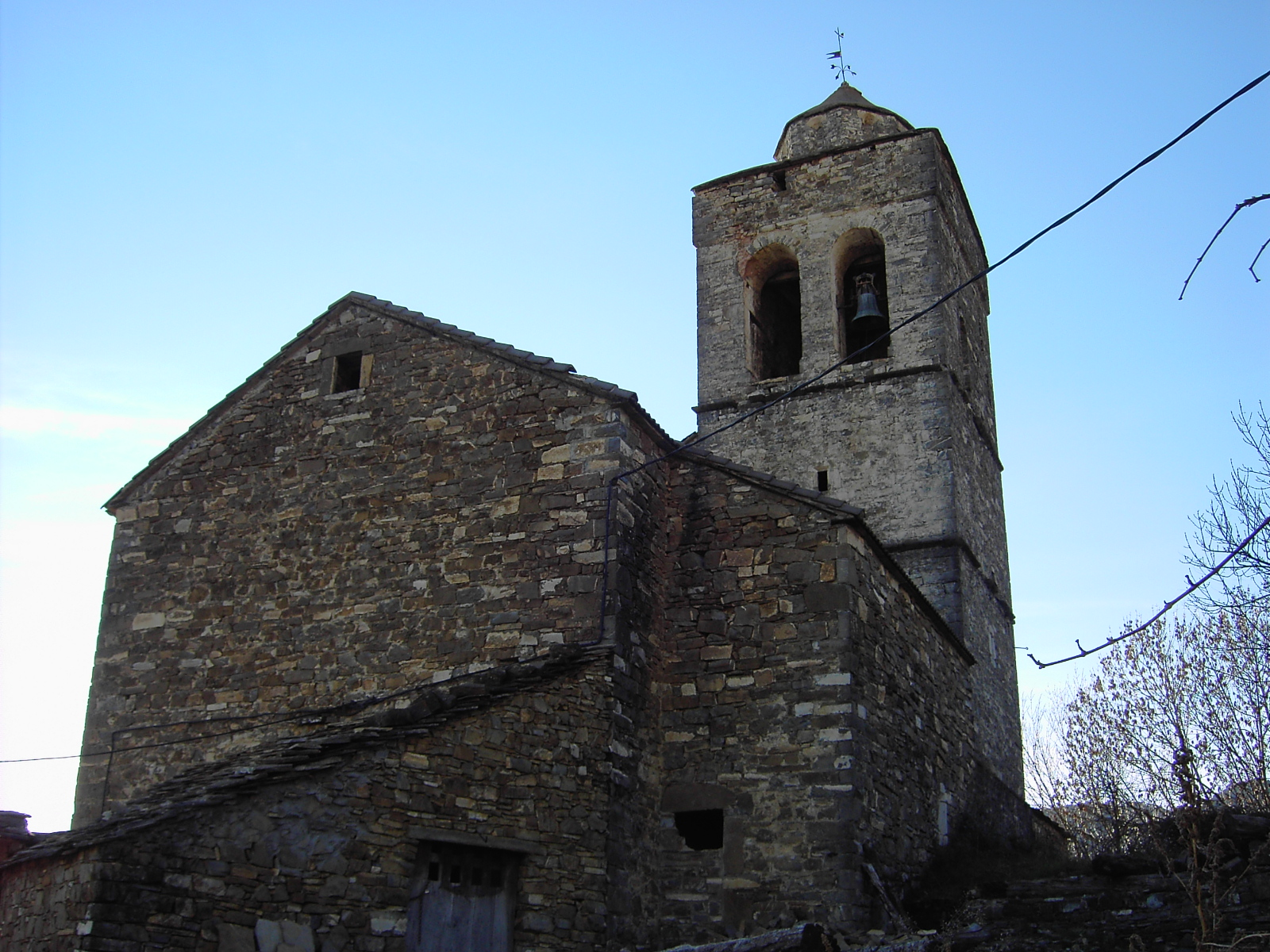
Església de Bestué consagrada a Sant Pere

Bestué és un poble del Pirineu aragonès que pertany al municipi de Pórtoles, a la comarca del Sobrarb (província d'Osca). El 2023 tenia 16 habitants, que reben el malnom de gorrez. Està enclavat en el predomini lingüístic aragonès de la vall de Pórtoles. Bestué és davall el massís calcari de les Sestrals i al cim del barranc d'Arrés, al tossal de Sant Quilis (en aragonès, Sant Quílez), amb camps de cultiu en terrasses que s'estenen per tot el vessant.
El lloc de Bestué, situat de manera natural sobre un garrot (terme aragonès per definir els penyals de difícil accés), anomenat, Siarra Muala, dins del territori del municipi de Vall de Pórtoles i pertanyent al bisbat de Barbastre-Montsó, és l'últim nucli habitat d'aquesta vall. El fet que es trobi als prats de la muntanya de Sensa, és a dir, els prats d'alta muntanya situats darrere de Castillo Mayor i de les Sestrals, és el motiu pel qual el nucli s'ha inclòs dins de la Reserva de la Biosfera associada al Parc Nacional d'Ordesa i Mont Perdut, una localització que comporta que totes les activitats que es facin als afores del poble estan molt controlades. A nivell arquitectònic destaquen la casa de Barrau, de 1585, amb façana renaixentista, i la de Petí, del mateix temps i amb un pas cobert en forma de volta, així com l'església de sant Pere, d'estil gòtic aragonès.

## Toponímia
Rohlfs (1935) va afirmar al llibre Le gascon: études de philologie pyrénéenne que la terminació en '-ué' prové d'un hipotètic antropònim Vestus, l'arrel del qual és Vestonius (ja documentat a la Gàl·lia) i Vestinus (documentat a la Gàl·lia i Hispània). Un gentilici Bestius ha sobreviscut en el topònim Bestiac, al departament occità d'Arièja.

## Geografia

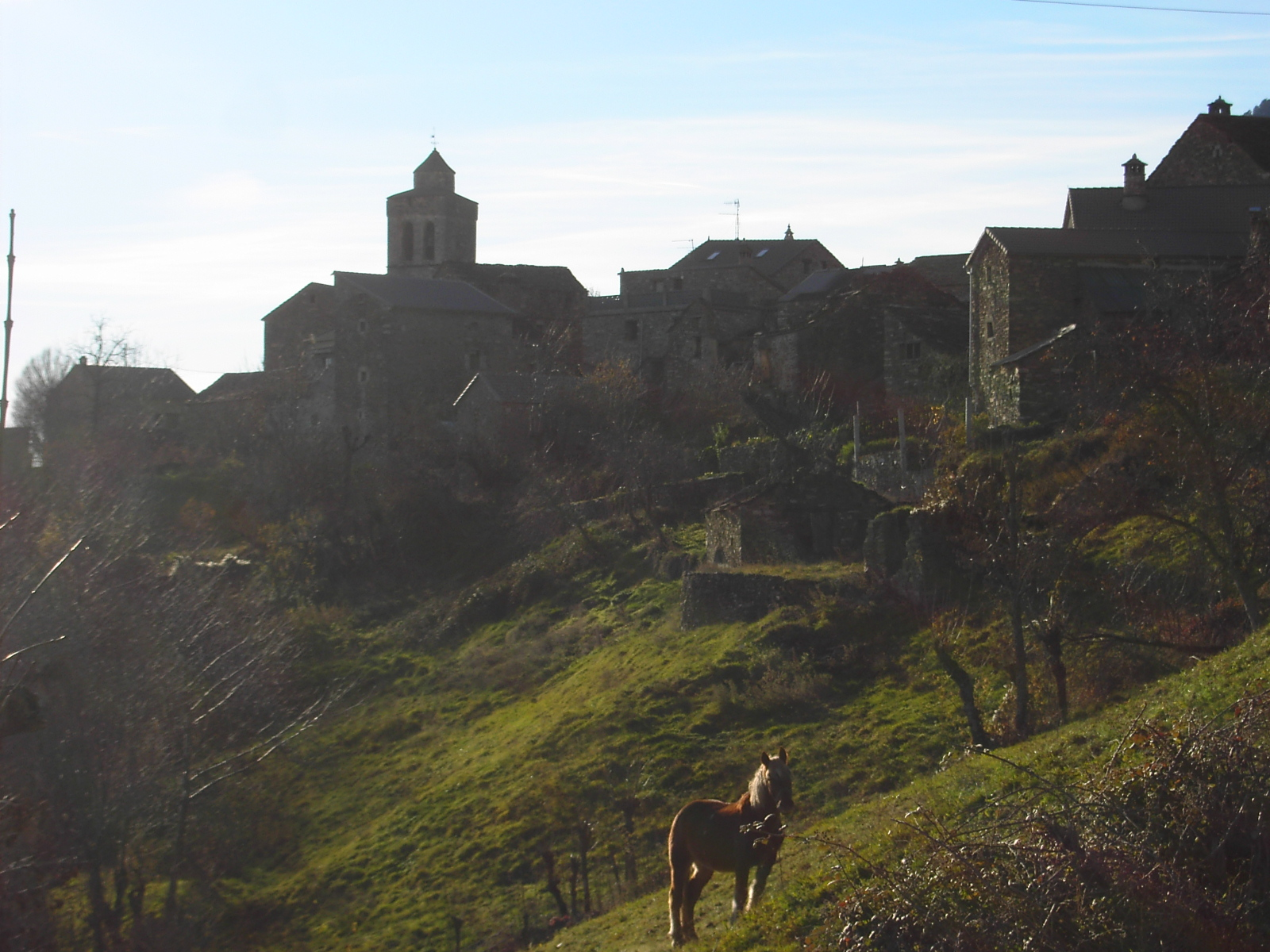
El nucli de Bestué, des del camí per on s'hi arriba.

A part de les collades que formen el barranc d'Arrés (o Arirés), com Chinestral/Chinistral que posteriorment arriben al riu Bellós, el poble de Bestué queda al peu de la Siara Muala, al vessant sud-oest de Castillo Mayor, on hi ha el barranc de Pocins (en aragonès, barrango Pocís/Pocins) i des d'on s'observa el gual de la Collada d'Ixeto (en aragonès, bato d'a Collata d'Ixeto) des de dalt. Al costat també hi ha un pujol dit penya d'Ordials o punta d'Ordials, amb terrasses (en aragonès, faixas) per al cultiu.

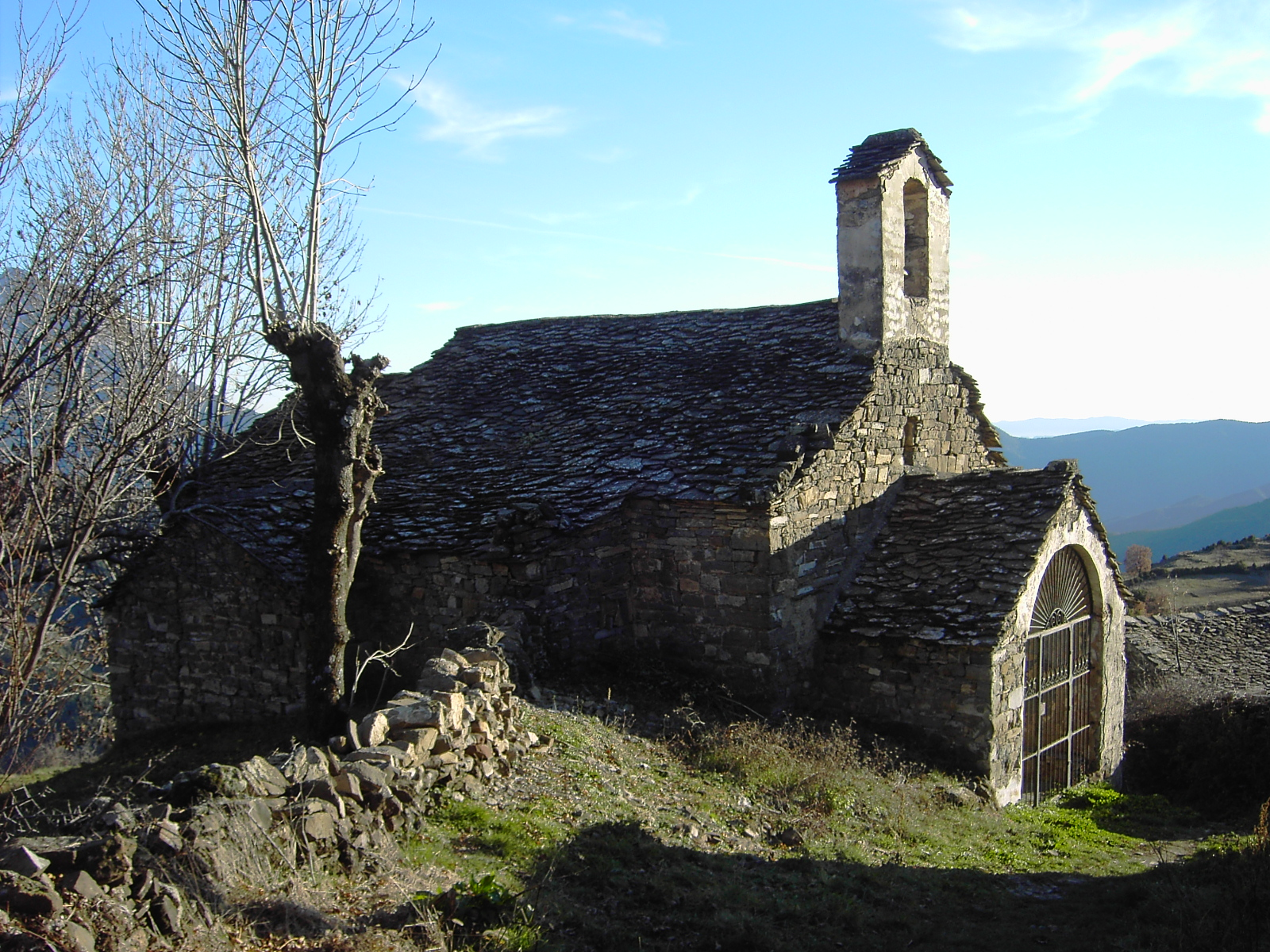
La petita capella de Sant Quilis (actualment, i en aragonès, virchen d'es vicos), en el camí que duu a l'extrem del poble, que dona nom a les terrasses del vessant de Siarra Muala.

Els terrenys de cultiu de la població, que tradicionalment es trobaven en les terrasses del vessant sud-est, s'estenen fins als peus del barrango Pocins. Destaquen els terrenys dels camps de Sant Quílez, al vessant de Pórtoles, i L'Habanera, als peus de Castillo Mayor. Al davant, les terrasses d’O Raso i O Solano ja pertanyen al terme de Pórtoles, i Es Pueis d'a Solana, per on arriben al fons del barranc fins a l'Arirés, als peus del tozal [puig] de Puértolas. Són uns terrenys, però, que han deixat de ser cultivats.
Cap al costat nord-oest, les terrasses d’A Solana (de) Sant Miquel (que prenen el nom de l'ermita que hi ha), amb la solana de les hores centrals del dia, acompanyen el caminant pels passejos de canyades que s'endinsen al Parc Nacional d'Ordesa i Mont Perdut, avui dia camins abalisats (en aragonès, camins balizatos) GR, tal com informen els panells informatius, passant pel costat de les pedreres d'As Colarualas, que arriben al cim de la Sensa (a les Sestrals).
Al davant, el Paco o Tumarruago marca el límit de les Sestrals, que és on acaba la vall de Pórtoles. Encara que és una vessant amb un gran pendent s'hi troba una fageda-roureda molt densa.
A nivell urbà, Bestué té sis carrers principals que defineixen, alhora, els petits nuclis habitats de què està compost: Cabobilla o Cabo do pueblo, O Rincón, Plaza Mayor, De l'Ilesia, Del Forné i Carrera.

### Rutes
Els cartells de la plaça del poble informen els visitants dels camins i els orígens geològics del paisatge de la vall, prestant una atenció especial a les vistes que hi ha dalt del barranc d'Arrés (en aragonès, barrango d'Arirés) i de les Sestrals.
D'aquí surten molts dels camins que s'endinsen al Parc Nacional, com la GR 15, especialment les pistes que pugen a la Sensa i a altres cims de la vall de Tella i Escuaín. Destaquen les primeres pistes, que pugen per l'ermita de San Miguel per sota de les Colarualas (tartera de Castillo Mayor) que també permeten arribar al canyó d'Añisclo per la forca de la Collada de la Plana Canals (en aragonès, Collata d'a Plana Canals). També es pot arribar des de Bestué pel camí de la mallada de la Fueva (en aragonès, Mallata d'a Fueva), amb un refugi natural sota el Garrot Campana per a aquells que vulguin caminar per aquesta vessant de les Sestrals.

## Història

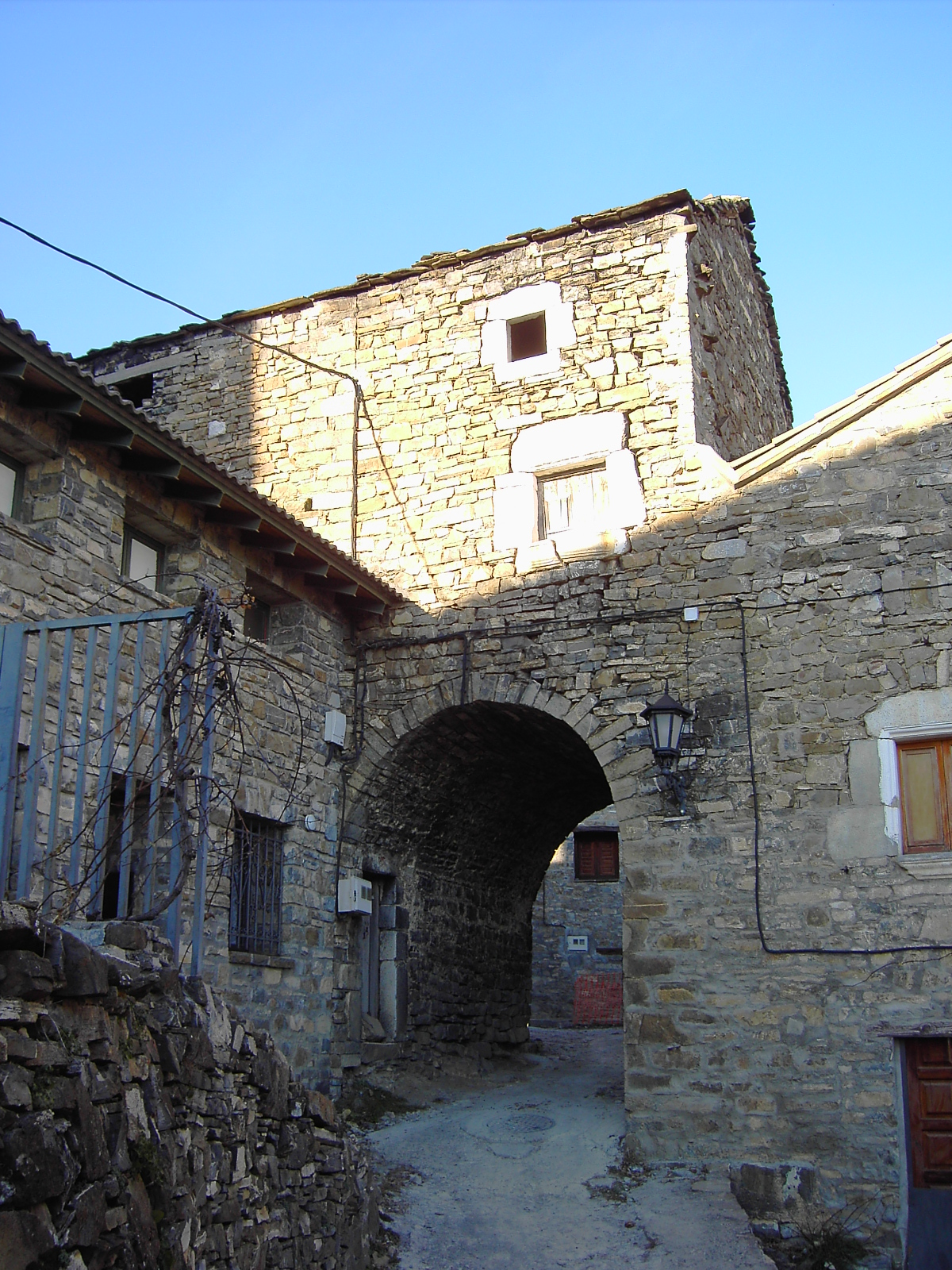
Carrer sota una arcada (Casa Petí) al nucli de Bestué.

Bestué apareix de forma nombrosa en les fonts renaixentistes, perquè els seus infanzones (en aragonès, infanzons), un títol que posteriorment es coneixeria com a hidalgo, formaven part del consell de Pórtoles, una institució molt diferent de l'actual, però que s'encarregava de l'administració dels pobles i propietats d'una vall. Els consells eren reunions dels amos de les cases amb propietats per arrendar en termes de pastures i boscos per a qualsevol tipus d'activitat que s'hi fessin. En el cas concret de Pórtoles, els consells eren bàsics, ja que era on es decidien quines coses es feien en els prats de la Sensa i a tota la muntanya de Mont Perdut (en aragonès, as Tres Serols), una de les extensions de prats d'alta muntanya més grans d'aquesta part dels Pirineus.
Gràcies als documents que es guarden a l'actual bisbat de Barbastre, se sap que l'any 1495 el poble tenia 23 focs, és a dir, les cases habitades que hi havia.
És probablement al segle xv, moment en què es van establir els límits de les explotacions de la vall, quan es van dur a terme els pitjors enfrontaments i baralles amb altres consells veïns, com el de Bielsa o el de Bio-Fanlo. Aquesta època va ser important per a la història de la vall perquè és quan va morir el senyor feudal del senyoriu de Pórtoles sense descendència (1430), moment en què els grans terratinents van comprar els terres dels consell.

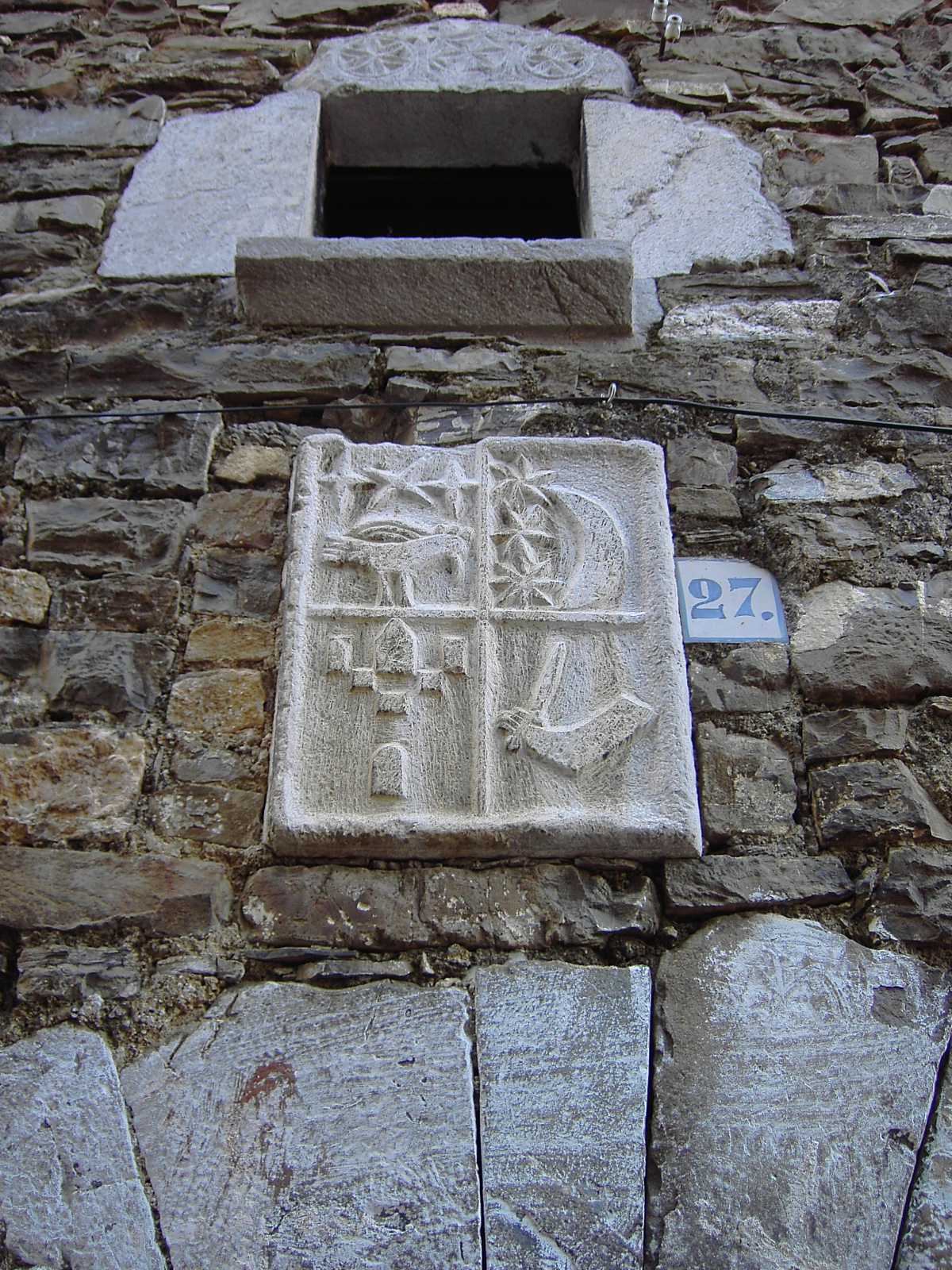
Escut d'armes d'una de les cases del poble. Les professions relacionades amb les armes són sovint tema de representació.

Bestué es troba en el pas natural de les terres de pastura de la Montanya Sensa i del curs alt del riu Yaga (el riu de la vall de Tella). Per aquest motiu, el poble va guanyar importància, perquè els pastors que pujaven de les terres baixes (en aragonès, tierra plana) s'hi quedaven durant una llarga temporada en època de transhumància, cosa que feia prosperar les fondes per al seu allotjament.
El segle xvi va ser de ben segur l'època més conflictiva de totes, amb les baralles amb les valls veïnes, una època de bandolerisme i d'atacs de mercenaris contractats per aquestes valls enfrontades. Destaquen els fets que van succeir el 1503, el 1519 o el 1527, que van comportar la mort d'alguns veïns i del perjudici de possessions materials. Tot i que no se sap ben bé qui va manar aquestes incursions, les fonts de Barbastre anomenen diverses personalitats d'Aïnsa i de pobles dels afores. Aquests atacs van provocar que s'organitzessin partides d'homes armats per defensar les seves propietats.
Aquests grups armats del consell de Pórtoles es van mantenir en actiu i destaquen en incursions com l'ocupació de la vall de Broto pels gascons o en la Guerra del Francès contra els francesos. La bel·licositat d'aquests temps es pot observar en els forats dels murs de la façana de l'església i en altres edificis com Casa Barrau, fortificada per resistir possibles atacs.

## Monuments

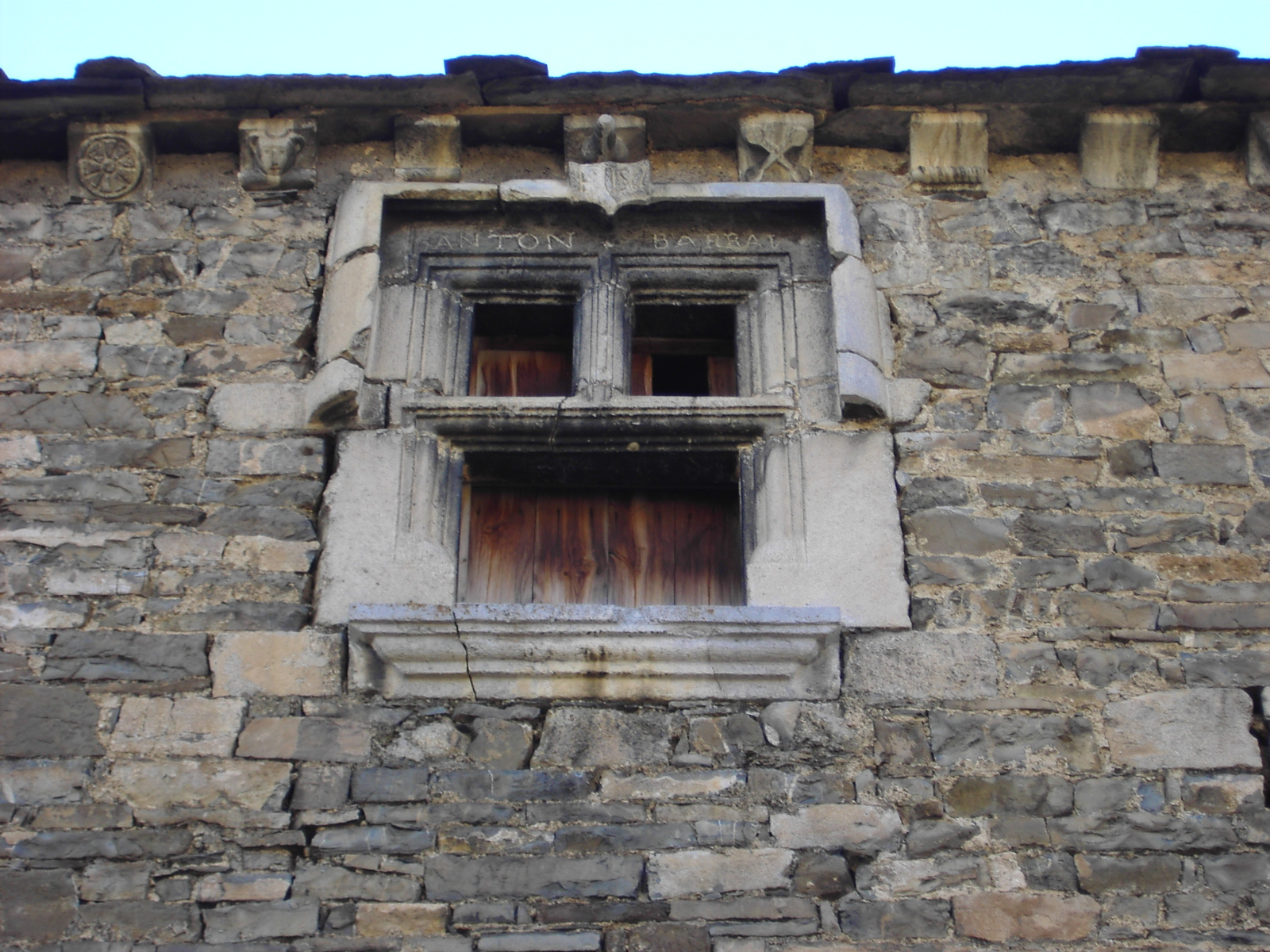
Finestra de Casa Barrau, on es pot llegir l'any de construcció, 1566, i el nom de l'amo de la casa, Antón Barrat.

- L'església del poble, de la primera meitat del segle xvii, consagrada a sant Pere, mostra a la façana unes belles espitlleres i matacans —com també n'hi ha en altres localitats de les valls properes—, que es van construir per tal de defensar-se dels grups que atacaven aquestes valls, com les incursions franceses d'aquests temps.
- L'antiga ermita de Sant Quilis, del segle xvi, que després van canviar la dedicació a la verge, cosa que actualment ha fet que l'anomenin la virchen d'es Vicos/Barrios. Es troba a l'extrem meridional de la localitat, en un sortint del barranc.
- Casa Barrau, una masia (en aragonès, casona) monumental de la plaça del poble. La va fer construir el seu amo, Antón Barrat, l'any 1566, tal com es pot llegir a les volandreras, és a dir, les lloses de la paret i de la teulada, en què hi ha gravats dibuixos i símbols protectors, a més de la data de construcció. A la porta del pati hi ha un escut d'armes amb un 'B' (la inicial del cognom Barrat) i un escut amb les quatre barres de l'escut de l'Aragó en una de les meitats i, en l'altre, un os o un animal semblant.

## Personatges il·lustres

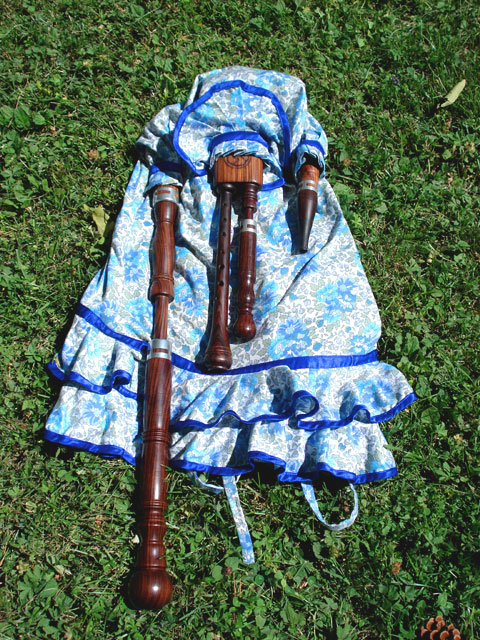
Gaita de boto aragonesa

El personatge més il·lustre de Bestué és Juan Cazcarra Sesé, de casa Orosieta, més conegut pel Pirineu aragonès com Tío Chuan, un dels últims gaiters del Pirineu que va compondre obres per a la gaita de boto. Juan Cazcarra va morir el 1963 als 82 anys. La seva gaita es conserva al dipòsit de l'Ajuntament d'Aïnsa, i s'ha convertit en el model de referència de la gaita de boto aragonesa.

## Festes
- 8 de setembre: Fiasta Mayor (festa major) en honor de la verge de Núria o virchen de Setiembre.
- 8 de maig: Fiasta Menor (festa minor) i romeria a l'ermita de San Miguel.